# Chrysotoxum gracile
Chrysotoxum gracile är en tvåvingeart som beskrevs av Becker 1921. Chrysotoxum gracile ingår i släktet getingblomflugor, och familjen blomflugor.
Artens utbredningsområde är Spanien. Inga underarter finns listade i Catalogue of Life.